# Drávapiski
Drávapiski ist eine ungarische Gemeinde im Kreis Siklós im Komitat Baranya. Gut zehn Prozent der Einwohner zählen zur Volksgruppe der Roma.

## Geografische Lage
Drávapiski liegt 28 Kilometer südwestlich des Komitatssitzes Pécs  und 15 Kilometer westlich der Kreisstadt Siklós, zwischen den Städten Harkány und Sellye, ungefähr fünf Kilometer  nördlich der Grenze zu Kroatien. Nachbargemeinden sind Kémes, Drávacsepely, Rádfalva und Kórós.

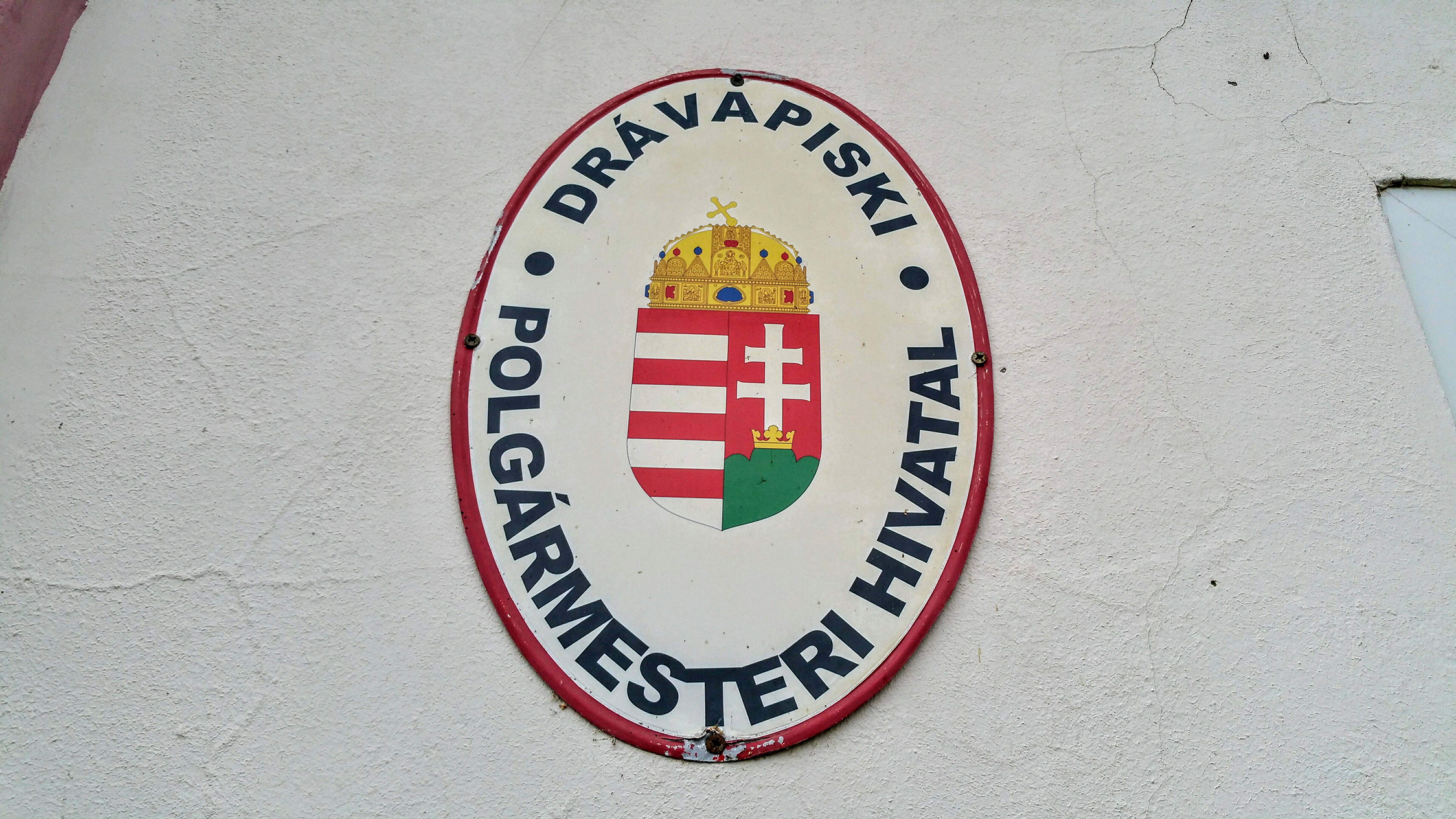
Plakette am Bürgermeisteramt
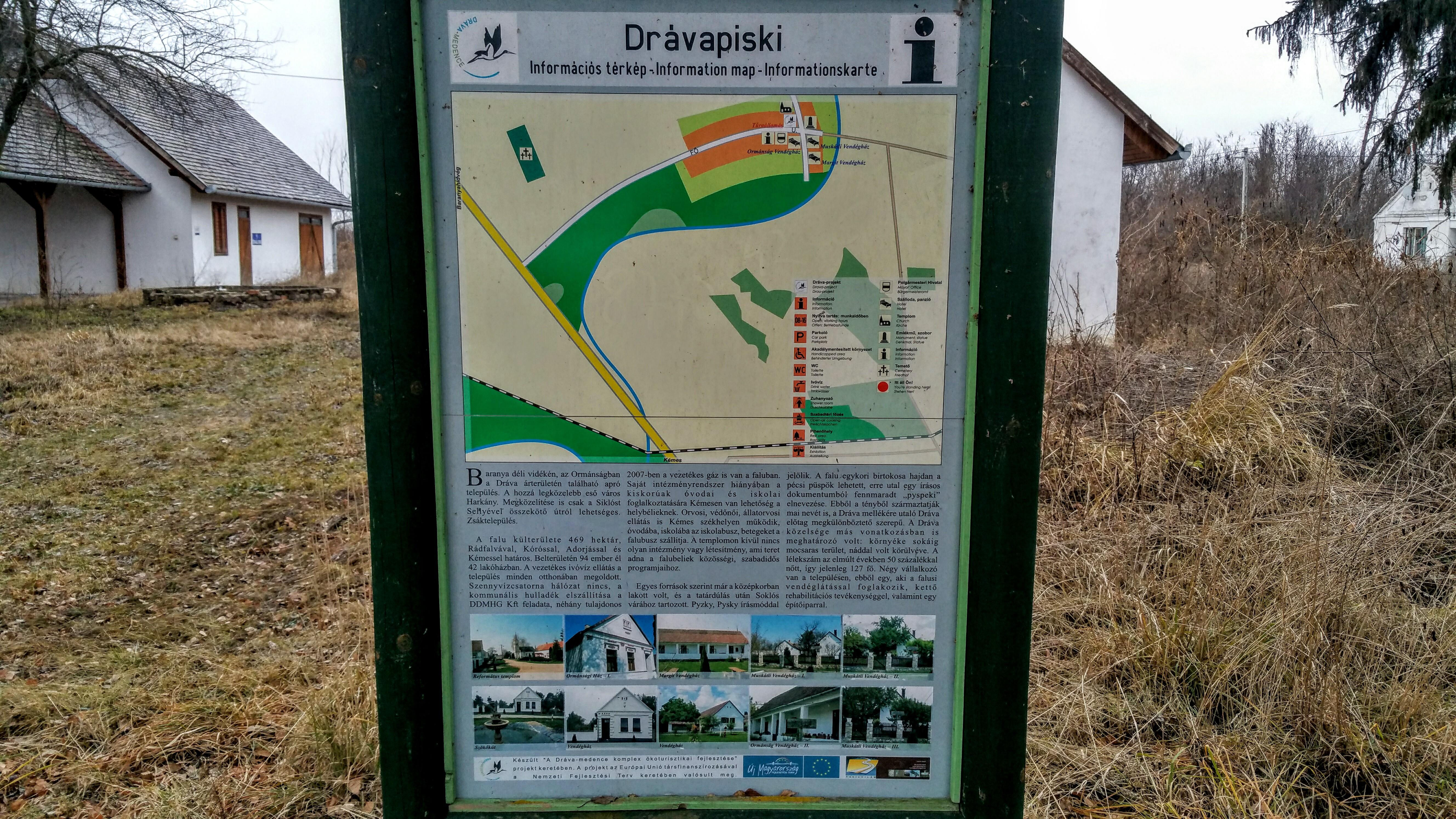
Informationstafel

## Geschichte
Im Jahr 1913 gab es in der damaligen Kleingemeinde 54 Häuser und 264 Einwohner auf einer Fläche von 871 Katastraljochen. Sie gehörte zu dieser Zeit zum Bezirk Siklós im Komitat Baranya.

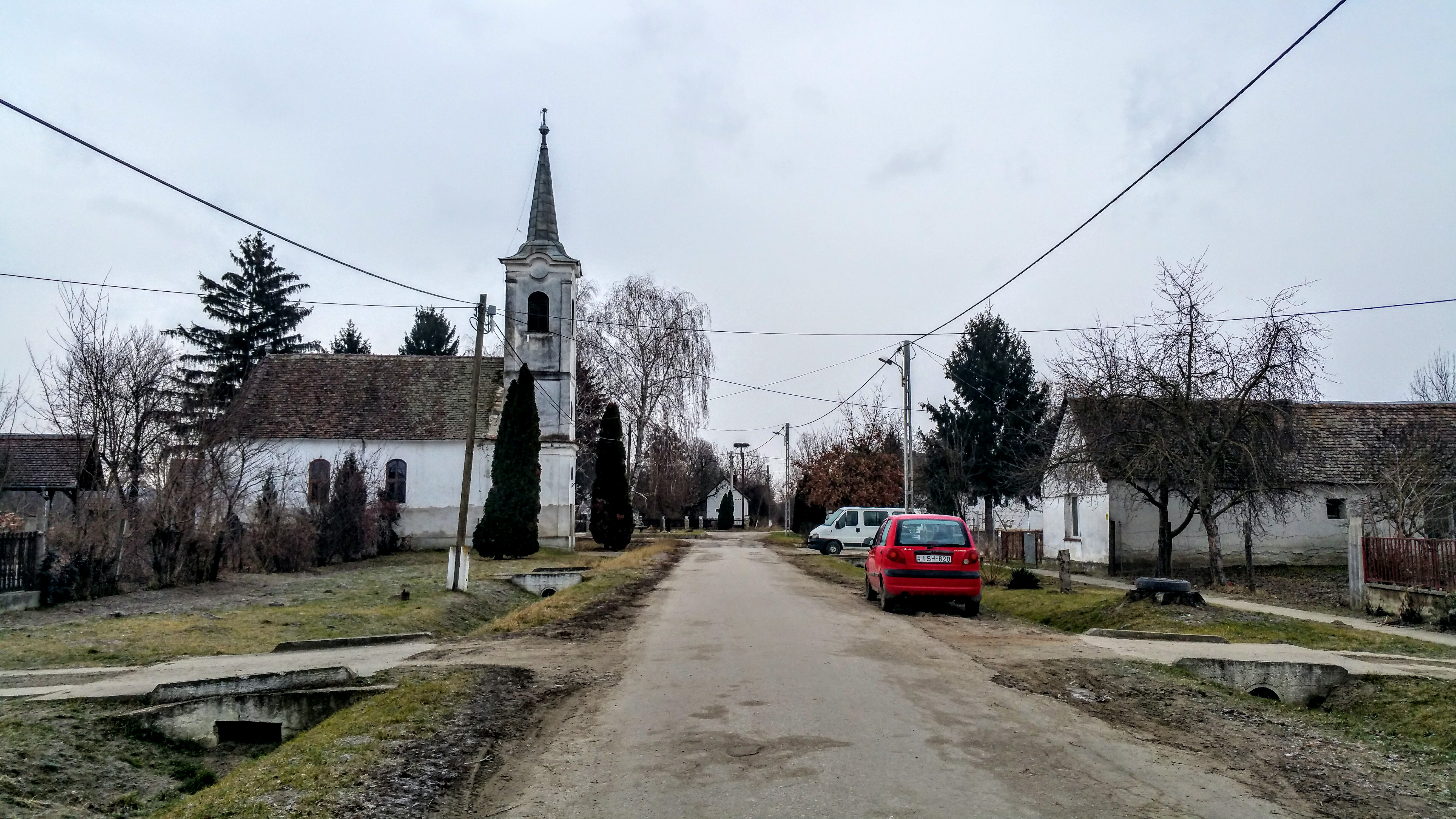
Blick auf die reformierte Kirche

## Sehenswürdigkeiten
- Reformierte Kirche, erbaut 1802, renoviert 1992
  - In der Kirche befindet sich ein Harmonium von József Pokorny

## Verkehr
Drávapiski ist nur über die Nebenstraße Nr. 58151 zu erreichen. Auf der ein Kilometer südlich der Gemeinde verlaufenden Eisenbahnstrecke von Barcs nach Villány wurde der Personenverkehr im Jahr 2007 eingestellt, so dass Bahnreisende den ungefähr 20 Kilometer westlich liegenden Bahnhof in Sellye nutzen müssen.